# Vladana Vučinić
Vladana Vučinić (født 18. juli 1986) er en montenegrinsk sanger og sangskriver. Hun har repræsenteret Montenegro ved Eurovision Song Contest 2022 i Torino med sangen "Breathe" og kom på en 17. plads i semifinal 2 og kvalificerede sig ikke til finalen.